# گودال مار
گودال مار (انگلیسی: The Snake Pit) یک فیلم درام آمریکایی به کارگردانی آناتول لیتواک است که در سال ۱۹۴۸ منتشر شد. بر اساس رمان مری جین در همان نام است.

## بازیگران
- اولیویا دی هاویلند
- مارک استیونز
- لئو گن
- سلست هولم
- لیف اریکسون
- بولا بوندی
- آن دران
- سیلیا لوفسکی
- Frank Conroy
- گلن لنگان
- هوارد فریمن
- Jacqueline deWit
- لی پاتریک
- ناتالی شیفر
- Queenie Smith
- Tamara Shayne
- ویکتوریا هورن
- ویرجینیا بریساک
- بل میچل
- بیب لاندن
- گریس همپتون

## جوایز
این فیلم برنده جایزه اسکار بهترین صدابرداری در سال ۱۹۴۸ شده‌است.